# Edoardo Stochino
Edoardo Stochino (Chiavari, 5 novembre 1987) è un nuotatore italiano.

## Carriera
È specializzato nella 25 km nel nuoto di fondo. Il 17 agosto 2014 vince la sua prima medaglia importante agli europei di nuoto a Berlino conquistando una medaglia di bronzo nella 25 km.

## Palmarès
- Mondiali in acque libere

2010 - Roberval (Canada) - 4º classificato - 25 km
- Campionati Europei

2010 - Balaton (Ungheria) - 4º classificato - 25 km
2011 - Israele - 9º Classificato - 25 Km
2014 - Berlino (Germania) - Bronzo - 25 km
- Campionati europei di nuoto di fondo

2016 - Hoorn (Paesi Bassi) - Bronzo - 25 km
- FINA Ultramarathon Word Cup

2016 – Vincitore Coppa del Mondo Ultramarathon FINA
2018 – Vincitore Coppa del Mondo Ultramarathon FINA
2019 – 2º classificato Coppa del Mondo Ultramarathon FINA
- Campionati Italiani nuoto di fondo 25 Km

2008 – 3º Classificato
2010 – 2º Classificato
2011 – 2º Classificato
2013 – 3º Classificato
2014 – 3º Classificato
2016 – 1º Classificato 
2018 – 2º Classificato

## Principali risultati gare Gran Fondo e Ultramarathon
- 2009 - Fina Grand Prix - Capri (Italia) - Capri-Napoli 36 km - Bronzo
- 2011 - Fina Grand Prix - Ohrid (Macedonia) - 30 km – Bronzo
- 2012 - Fina Grand Prix - Capri (Italia) - Capri-Napoli 36 km – Argento
- 2012 - Fina Grand Prix - Ohrid (Macedonia) – 30 km – Argento
- 2013 - Fina Grand Prix - Ohrid (Macedonia) – 30 km – Argento
- 2013 - Fina Grand Prix – Roberval (Quebec) – 32 km - Argento
- 2013 - Fina Grand Prix - Rosario (Argentina) - 15 km - 5º classificato
- 2013 - Fina Grand Prix - Santa Fe (Argentina) - 57 km - 5º classificato
- 2014 - Fina Grand Prix - Santa Fe (Argentina) - 57 km – Argento
- 2016 - Fina Grand Prix - Ohrid (Macedonia) – 30 km – Argento
- 2016 - Fina Grand Prix – Roberval (Quebec) – 32 km - Argento
- 2017 - Fina Grand Prix - "Santa Fe - Coronda" - 57 km – Argento
- 2018 - Fina Grand Prix – Roberval (Quebec) – 32 km - Oro
- 2018 - Fina Grand Prix - Lago Ohrid (Macedonia) - 25 km - Argento
- 2018 - Fina Grand Prix - "Santa Fe - Coronda" - 57 km – Oro
- 2019 - Fina Grand Prix - "Santa Fe - Coronda" - 57 km – Bronzo
- 2019 - Fina Grand Prix - Croazia – 20 km - Oro
- 2021 - Fina Grand Prix - Ohrid (Macedonia) – 30 km – Argento
- 2022 - Fina Grand Prix – Roberval (Quebec) – 32 km - Oro